# Łężek (Jagodzin)
Łężek – część wsi Jagodzin w Polsce, położona w województwie dolnośląskim, w powiecie zgorzeleckim, w gminie Węgliniec. 
W latach 1975–1998 Łężek administracyjnie należał do województwa jeleniogórskiego.
Łężek leży w Borach Dolnośląskich. 